# Asimina tetramera
Asimina tetramera, tiếng Anh thường gọi là Four-petal Pawpaw - nghĩa là đu đủ hoa bốn cánh, là một cây nhỏ hoặc cây bụi lớn lâu năm.
Loài này được John Kunkel Small mô tả khoa học đầu tiên năm 1926.

## Miêu tả
Cây đạt đến độ cao 1 – 3 m.